# 미디어협동조합 국민TV
미디어협동조합 국민TV, 약칭 국민TV는 2013년 설립된 대한민국의 언론사이다. 출자금을 낸 조합원 간의 협동조합 체제로 운영되며, '정치권력이나 자본권력이 아닌 국민이 주인이 되는 언론사'임을 표방한다.

## 역사
제18대 대통령선거가 있던 2012년. 일부 시민이 대선과 관련해 여권에 편향되어 있는 언론 보도에 대해 문제 의식을 느끼게 되었다. 그런 사회적 분위기 속에서 대선 직후 각계 전문가가 모인 좌담회를 기점으로 김용민 PD가 제안했던 협동조합 방식의 TV방송이 구체화되기 시작했다. 대안 언론의 필요성을 느낀 시민들이 자발적으로 '국민주권방송협동조합'카페를 개설해 미디어협동조합 국민TV 방송의 첫발을 내디뎠다.

## 연혁[1]
- 2012년 12월 20일 다음카페 국민주권방송협동조합 개설
- 2012년 12월 26일 미디어협동조합 설립준비위원회 구성
- 2013년 1월 20일 국민TV 설명회 실시
- 2013년 1월 ~ 2월 설립추진위원회 1차~15차 회의
- 2013년 3월 1일 대의원 모집, 임시사무소는 서울특별시 마포구 공덕동 (만리재로 14) 르네상스빌딩
- 2013년 3월 3일 미디어협동조합 국민TV 창립총회, 정족수 충족으로 창립됨. 초대 임원진 선출, 조합원 모집 시작, 정관, 선거관리규약, 임원보수규약 제정 등[2]
- 2013년 3월 15일 서울시에 신고서류 접수
- 2013년 3월 21일 제1차 임시대의원총회, 초대 임원진 재신임안 가결, 정관 일부내용 변경, 협동조합의 미래사업 비전 공유 등
- 2013년 4월 1일 국민TV 라디오 방송 개국, 국민TV 라디오 방송팀을 최초로 조직함, 개국 당시 서울 동숭동 대학로에 있는 벙커원의 녹음시설을 이용하여 평일 아침 6시부터 저녁 6시까지 본방송, 저녁 6시부터 다음날 아침 6시까지 재방송을 실시, 팟캐스트 포털 팟빵으로 방송을 송출함[3]
- 2013년 4월 1일 법인 등기 완료
- 2013년 4월 5일 서울 마포세무서에 사업자등록을 신청
- 2013년 4월 8일 사업자등록증 발급받음
- 2013년 4월 9일 경력직 공채 실시
- 2013년 5월 1일 현 위치인 서울특별시 마포구 합정동 웰빙센터로 이전. 새로 지은 라디오 스튜디오에서 방송시작. 라디오방송을 위한 방음용 스튜디오 2조를 설치, 행정을 위한 사무국(6층)과 방송을 위한 방송국(9층)으로 분리 운영
- 2013년 6월 3일 국민TV 라디오, 합정동 사옥의 시설확충을 기반으로 방송시간을 늘림(평일 아침 6시부터 자정까지 본방송, 자정부터 6시까지 시사프로 재방송), 생방송과 팟캐스트를 통한 광고방송 실시
- 2013년 7월 19일 국민TV의 인터넷 신문 <국민TV 뉴스> 보관됨 2013-12-08 - 웨이백 머신 창간, 국민TV라디오 콘텐츠의 텍스트화, 자체 기사 취재 발굴, 외부 저명인사의 칼럼 등 인터넷으로 텍스트정보의 서비스를 시작함.
- 2013년 9월 2일 PD, 아나운서의 보강으로 국민TV 라디오 개편(평일 오전 5시부터 자정까지 본방송, 자정부터 5시까지 일부프로 재방송)
- 2013년 11월 11일 TV 방송 개국 TF단 구축, 단장으로 노종면 전 YTN 앵커로 선정[4]
- 2014년 1월 6일 국민TV 라디오 개편 보관됨 2014-01-03 - 웨이백 머신, 평일 오전 6시 시작, 자정에 방송종료(4월 1일 TV개국시까지)
- 2014년 4월 1일 TV 방송 시작, 국민TV 라디오는 '국민라디오'로 개칭
- 2014년 7월 국민TV-한신대 산학교류 협약체결
- 2014년 9월 1일 국민라디오 가을 개편
- 2014년 11월 16일 방송평가토론회 개최
- 2014년 12월 31일 2015 해맞이 대축제
- 2015년 1월 조합원 자녀 겨울방학 교육 프로그램 운용
- 2015년 3월 3일 방송 제작국 직제개편
- 2015년 3월 7일 2015년 정기총회(대의원총회)

```
   - 정관 일부 개정안 의결
   - ‘선거관리 및 지역협의회 운영에 관한 규약’ 일부 개정안 의결
   - 2014년 사업결산보고서 승인
   - 2014년 종합감사보고서 승인
   - 2015년 사업계획서 승인
   - 2015년 수입지출예산서 승인
   - 탈퇴 조합원(제명된 조합원 포함)에 대한 출자금 환급의 건 의결
```

- 2015년 4월 6일 국민TV 편성확대 '보이는 라디오' 신설
- 2015년 5월 4일 쇼핑몰 쿱앤샵(CoopnShoop) 오픈

## 국민TV/라디오 시청취
PC의 경우 팟빵 링크 보관됨 2014-02-09 - 웨이백 머신 와 유튜브를 통해 TV와 라디오의 시청취가 가능하다.
스마트기기의 경우 아이폰, 아이팟 등 iOS계열은 앱 스토어에서, 안드로이드계열은 플레이 스토어에 접속해서 팟빵을 다운받아 들으면 된다.
시기별 방송 안내
| 요일         | 월                                         | 화                                          | 수                                        | 목                                        | 금                                        |
| ------------ | ------------------------------------------ | ------------------------------------------- | ----------------------------------------- | ----------------------------------------- | ----------------------------------------- |
| 프로그램제목 | 맹경순의 아름다운 세상 1부 (9:00~10:00am)  | 맹경순의 아름다운 세상 1부 (9:00~10:00am)   | 맹경순의 아름다운 세상 1부 (9:00~10:00am) | 맹경순의 아름다운 세상 1부 (9:00~10:00am) | 맹경순의 아름다운 세상 1부 (9:00~10:00am) |
| 프로그램제목 | 맹경순의 아름다운 세상 2부 (10:00~11:00am) |                                             |                                           |                                           |                                           |
| 프로그램제목 | 유창선의 유창한 시선 (11:00~12:00pm)       |                                             |                                           |                                           |                                           |
| 프로그램제목 | 정욱식의 진짜 안보 (12:00pm~13:00pm)       | 이상이의 칼럼 읽어주는 남자 (12:00pm~13:00) | 전영관의 30분 책 읽기 (12:00pm~13:00pm)   | 니가 경제를 알어? (12:00pm~13:00pm)       | 이채훈의 킬링 클래식 (12:00pm~13:00pm)    |

{{글 숨김 끝}}
국민라디오 편성 (서력기원 2018년 12월 4주차)
| 요일         | 월                                         | 화                                          | 수                                        | 목                                              | 금                                        |
| ------------ | ------------------------------------------ | ------------------------------------------- | ----------------------------------------- | ----------------------------------------------- | ----------------------------------------- |
| 프로그램제목 | 맹경순의 아름다운 세상 1부 (9:00~10:00am)  | 맹경순의 아름다운 세상 1부 (9:00~10:00am)   | 맹경순의 아름다운 세상 1부 (9:00~10:00am) | 맹경순의 아름다운 세상 1부 (9:00~10:00am)       | 맹경순의 아름다운 세상 1부 (9:00~10:00am) |
| 프로그램제목 | 맹경순의 아름다운 세상 2부 (10:00~11:00am) |                                             |                                           |                                                 |                                           |
| 프로그램제목 | 정욱식의 진짜 안보 (12:00pm~13:00pm)       | 이상이의 칼럼 읽어주는 남자 (12:00pm~13:00) | 전영관의 30분 책 읽기 (12:00pm~13:00pm)   | 이별새로고침, 정재욱의 잘가요 (12:00pm~13:00pm) | 이채훈의 킬링 클래식 (12:00pm~13:00pm)    |
| 프로그램제목 | 이강윤의 오늘 (17:00pm~)                   |                                             |                                           |                                                 |                                           |

## 같이 보기
- 서영석
- 노종면
- 뉴스타파